# Спілка (фільм)
Спілка (англ. The Union) — американський шпигунський комедійний бойовик 2024 року режисера Джуліана Фаріно за сценарієм Джо Бартона та Девіда Гуггенхайма. У фільмі зіграли Марк Волберг, Геллі Беррі, Майк Колтер, Адевале Акінуойє-Агбадже, Еліс Лі, Джекі Ерл Гейлі та Джонатан Сіммонс.
У міру розгортання історії відроджені стосунки між Майком і Роксанн додають шари романтичної напруги та гумору до напруженого екшну, створюючи суміш шпигунства, комедії та романтики. Майк, звичайний чоловік, який потрапив у надзвичайні обставини, повинен разом з Роксанн пройти небезпечний світ міжнародних інтриг, кульмінацією якого стане захоплююча та непередбачувана подорож.
«Спілка» була випущена на Netflix 16 серпня 2024 року.

## Сюжет
Майк Маккенна — будівельник із Нью-Джерсі, чиє життя несподівано змінюється, коли через 25 років у нього повертається його шкільна любов Роксанн Холл. Тепер вона є таємним агентом секретної організації, відомої як «Спілка», і вербує його, спочатку проти його волі.
Приспаний Рокс, Майк прокидається через кілька годин у Лондоні. Рокс пояснює, як вона його туди доставила, і він поспішає з розкішного готелю та зустрічає її боса Тома Бреннана. Вони повідомляють йому про місію з високими ставками, стверджуючи, що його непоказна особистість є ідеальним прикриттям.
«Спілка» переживає смуту після невдалої операції в Трієсті, яка призвела до смерті кількох агентів. Відчайдушно потребуючи свіжого обличчя, вони звертаються до Майка «ніхто» Маккенна, щоб виконати важливу місію отримати урядову розвідку щодо агентів правоохоронних органів у різних агентствах.
Портфель із конфіденційною інформацією про осіб, які служили союзним західним державам, продається з аукціону тому, хто запропонує найвищу ціну. Небезпечна операція охоплює всю Європу та включає низку міжнародних загроз, зокрема іранських терористів, північнокорейських агентів і російських шпигунів.
Майк проходить інтенсивне навчання, яке зазвичай триває шість місяців, але тут — скорочене до двох тижнів. Йому дають документи на інше ім'я, він проходить психологічні тести, навчається рукопашному бою та стрільбі, намагаючись не відставати від висококваліфікованої Роксанн.
Надісланий «Спілкою» із п’ятьма мільйонами, щоб купити можливість брати участь у торгах на аукціоні розвідданих, Майк одразу потрапляє в засідку до тих, кого вони вважають іншою зацікавленою стороною. Команда ледве встигає його вчасно витягнути, але пристрій доступу до аукціону отримує непоправну шкоду. За браком грошей Спілка вирішує також вести брудну боротьбу, вистежуючи корейських найманців у надії отримати своїх.
Спілка успішно проникає до корейців, захоплюючи їх пристрій. Однак експерта Спілки з комунікацій знаходять і вбивають у фургоні. Команда здалеку з жахом спостерігає за пошкодженням їхнього штабу. Змушені ховатися, наступного вечора команда знову збирається для участі в аукціоні. Том бере участь у торгах за гроші ЦРУ, а Форман працює над тим, щоб відстежити місцезнаходження Квінн, а Рокс і Майк поспішають до неї.
Рокс і Майк змушують Джульєтт Квінн відвести їх до портфеля. Якраз перед тим, як вони збираються піти з ним, біля дверей з’являється Нік Фарадей. Попередивши, що всі вони в серйозній небезпеці, він переконує Рокс впустити його. Виявляється, що Нік є одним із шести агентів «Спілки», які, як вважається, загинули в Трієсті. Він стверджує, що кротом є Том Бреннан, а потім Майк дізнається, що Нік був чоловіком Рокс.
Переконані зустрітися зі зв’язковим з ЦРУ на мосту наступного дня, Рокс і Майк йдуть разом з портфелем. У машині він засмучений, що вона не згадала про Ніка, і вона наполягає, що вони розійшлися. Відчувши, що він прожив маленьке життя, Майк оголошує, що з нього вистачить, виходячи з машини.
Однак Майк остиває і вранці з’являється на мосту, де вони обоє просять вибачення. Нік дзвонить Рокс і розповідає, що підставив її та Бреннана, оскільки планує продати інформацію іранцям. Йому набридло не отримувати ні похвали, ні гідної винагороди за роботу в Спілці. Майк і Рокс тікають, коли ЦРУ наближається.
Слідкуючи за Ніком до Істрії, Рокс і Майк переривають угоду з іранцями, які врешті виходять з неї. Тоді Джулієт також виходять зі своїми людьми. Майк раптово з'являється на мотоциклі, і Рокс кидає йому портфель. Після погоні по місту від іранців, вони нарешті знову разом, коли Нік і Майк заходять у протистояння. Щоб не ризикувати життям Рокс, Майк кладе зброю. Під час подальшої автомобільної погоні Рокс зупиняється, коли вона вважає, що він загинув. Нарешті вони наздоганяють Ніка в доку, він вирішує померти, але не дозволити Рокс забрати його у в’язницю.
У неділю на весіллі з'являється Рокс. Коли вони збираються втекти разом, з’являється Бреннан і запрошує Майка приєднатися до них для майбутньої місії.

## Акторський склад
- Марк Волберг в ролі Майка Маккенни
- Геллі Беррі в ролі Роксанн Холл
- Майк Колтер у ролі Ніка Фарадея
- Адевале Акінуойє-Агбадже — Френк Пфайффер
- Джессіка Де Гоу[en] в ролі Джульєтт Квін
- Еліс Лі[en] в ролі Афіни Кім
- Джекі Ерл Гейлі в ролі Формана
- Джонатан Сіммонс — Том Бреннан
- Лоррейн Бракко — Лоррейн Маккенна
- Дана Ділейні в ролі Ніколь
- Патч Дарраг[de] в ролі Боббі Бресліна
- Джеймс Макменамін в ролі Джонні Хілі
- Хуан Карлос Ернандес у ролі Біллі Льюїса
- Стівен Кемпбелл Мур у ролі Кемерона Фостера

## Виробництво
У травні 2020 року було оголошено, що Netflix придбав пітч «Наша людина з Джерсі» (пізніше названого «Спілка»), у якому зіграє Марк Волберг. Джо Бартон і Девід Гуггенхайм написали сценарій за оповіданням Стівена Левінсона. У березні 2021 року Геллі Беррі була обрана на одну з головних ролей разом із Волбергом. У травні 2022 року до акторського складу додалися Джонатан Сіммонс, Джекі Ерл Гейлі, Адевале Акінуойє-Агбадже, Джессіка Де Гоу та Еліс Лі.
Зйомки розпочалися в березні 2022 року, в Лондоні, Нью-Джерсі та словенському Пирані. У травні 2022 року виробництво спричинило порушення через шум і забруднення повітря під час зйомок у Фіцровії. У вересні 2022 року зйомки проходили в Понтероссо-Трієст, Італія[джерело?]. Фільм також був частково знятий у вежі BT Tower у Великобританії[джерело?].

## Реліз
«Спілка» була випущена Netflix 16 серпня 2024 року.

## Сприйняття
На веб-сайті агрегатора рецензій Rotten Tomatoes 39% із 70 відгуків критиків є позитивними із середнім рейтингом 4,7/10. Консенсус веб-сайту гласить: «Хоча його слід може розчинитися незабаром після титрів, «Спілка» може забезпечити достатньо гострих відчуттів для виконання домашніх обов’язків». Metacritic, який використовує середньозважену оцінку, поставив фільму оцінку 44 зі 100, на основі 22 критиків, що вказує на «змішані або середні» відгуки.